# تيم جارفيس
تيم جارفيس (بالإنجليزية: Tim Jarvis)‏ هو مستكشف أسترالي، (و. 1966  م).